# Anatolij Pavlovics Rjabov
Anatolij Pavlovics Rjabov (oroszul: Анато́лий Па́влович Ря́бов, erza nyelven: Анатолий Павлович Рябовонь, Anatolij Pavlovics Rjabovony; 1894. április 16. – 1938. május 23.) erza nemzetiségű nyelvész, pedagógus, az erza nyelv első professzora, latin ábécéjének megalkotója. Születésnapja 1993 óta az erza nyelv napja Mordvinföldön.

## Élete és munkássága
A Nyizsnyij Novgorod-i kormányzóság területén, a mai mordvinföldi Icsalki járásban született Lobaszki (erzául: Lambaszke) faluban, erza nemzetiségű parasztcsaládban. A falubeli általános iskola után a szülei egyházi iskolába küldték. 1912-ben sikeresen felvételt nyert a nyizsini tanárképző főiskolára, ahol 1916-ban diplomázott, miután elsajátította a latin, angol, finn és észt nyelveket. Ezen kívül tanult ukránul és kínaiul is. 1917–1921 között tanárként dolgozott Omszkban, majd a Nyizsnyij Novgorod-i kormányzóság oktatásügyi osztályán dolgozott. Szerette volna elérni, hogy a helyi iskolákban erza és moksa nyelven is legyen oktatás.
Nagy hévvel vetette bele magát anyanyelve, az erza nyelv, valamint a moksa nyelv tanulmányozásába. Számtalan tankönyvet és jó néhány szótárt készített mordvin iskolák számára. 1924 és 1930 között az Oroszországi SZSZSZK Nemzeti Kisebbségek Tanácsa mordvin alosztályának módszertani szakértőjeként dolgozott, majd a Szovjetunió Legfelsőbb Tanácsának Nemzetiségi Tanácsa új ábécé fejlesztéséért felelős biztosságának tagja volt, itt dolgozta ki az erza nyelv latin betűs ábécéjét (melyet aztán végül nem használtak).
Moszkvai tartózkodása alatt erza-moksa kórust alapított, 1926-ban pedig erza-moksa klubot hozott létre. 1934-ben meghívták a Mordvin Agropedagógiai Intézet mordvin tanszékének élére. Itt igyekezett kialakítani az erza nyelv oktatásmódszertanát, modern erza irodalmi nyelv kialakításán dolgozott, előadásokat tartott, konferenciákon vett részt, kidolgozta az erza nyelv történelmét, foglalkozott az erza nyelv helyesírásának, morfológiájának kérdéseivel is.
Munkáját a tanszéken nem tudta sokáig folytatni, 1937 júniusában letartóztatták, azzal a váddal, hogy finn és észt kémekkel szövetkezett. Hiába tagadta a vádakat, 1938. május 23-án kivégezték. 1956-ban a Szovjetunió Legfelsőbb Bírósága rehabilitálta.